# Lissothuria nutriens
Lissothuria nutriens är en sjögurkeart som först beskrevs av Hubert Lyman Clark 1901.  Lissothuria nutriens ingår i släktet Lissothuria och familjen lergökar. Inga underarter finns listade i Catalogue of Life.